# Neqqajaaq

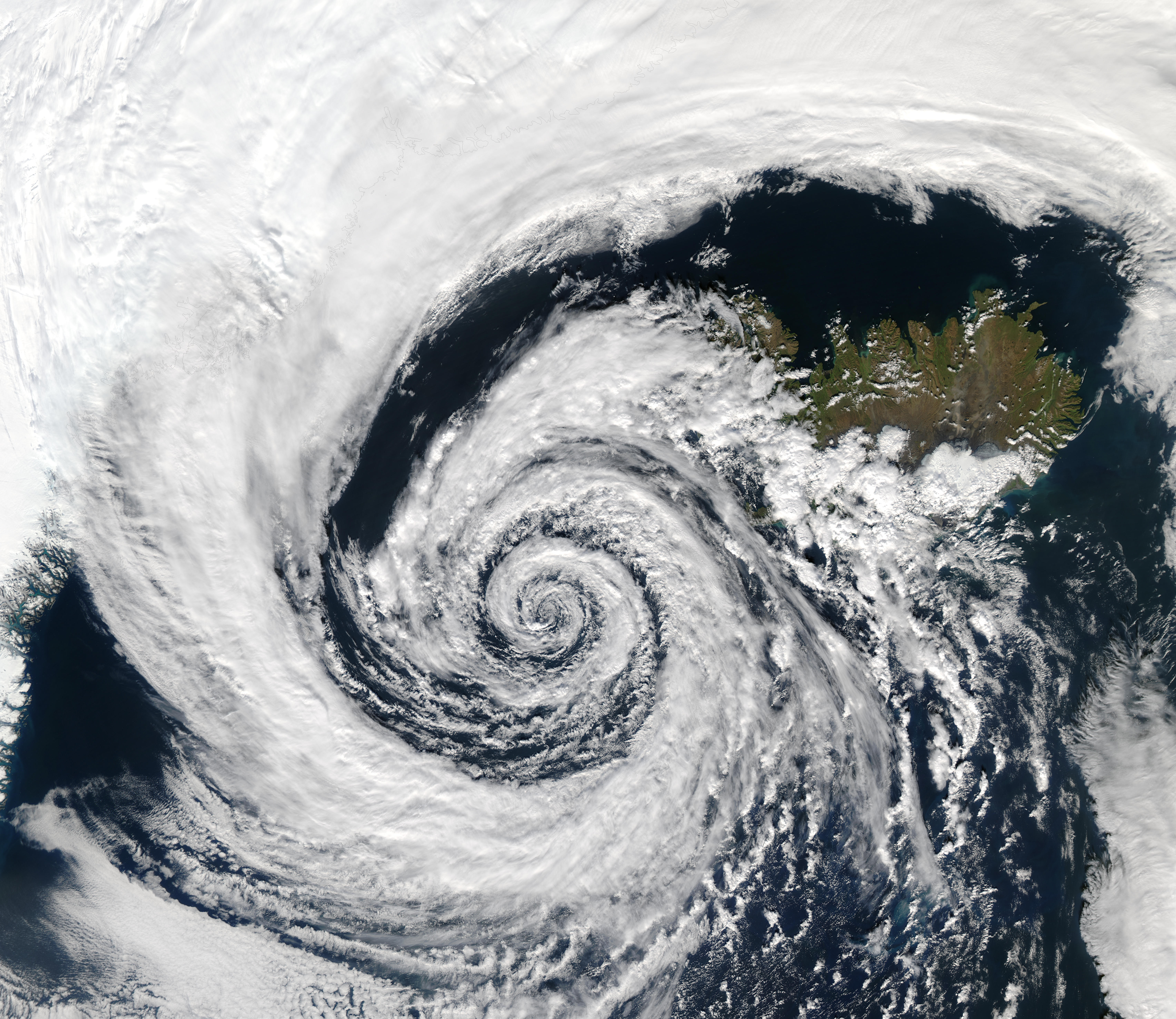
Tiefdruckgebiet über Island

Der Neqqajaaq ([nɜqːajɑː(q)]) bezeichnet einen orkanartigen küstenparallelen Stauwind, der an den grönländischen Küsten entstehen kann und mitunter starke Regenfälle mit sich bringt.

## Etymologie
Das Wort neqqajaaq ist ostgrönländisch und mit dem westgrönländischen Wort nerraaq „südliche Brise“ bzw. der Wurzel nigeq „Südwind“ verwandt. Aufgrund des Orientierungssystems der Inuit sind die Himmelsrichtungen an der grönländischen West- und Ostküste jeweils umgekehrt, sodass neqqajaaq somit je nach Position einen nordöstlichen oder östlichen Wind bezeichnet.

## Entstehung
Die Entstehung eines Neqqajaaq wird maßgeblich durch ein zyklonales Tiefdruckgebiet ausgelöst, welches entweder zwischen Grönland und Kanada oder Grönland und Island liegt. Dabei zieht das Tiefdruckgebiet typischerweise von Südwesten nach Nordosten. Durch die zyklonale Rotation (auf der Nordhalbkugel gegen den Uhrzeigersinn) trifft der Wind aus dem Tiefdruckgebiet in Ostgrönland von Nordosten her kommend auf die Küste auf. In Westgrönland hingegen erlebt man den Neqqajaaq hingegen als Südwind.
Durch die orographische Beschaffenheit der grönländischen Küste wirken die hohen Berge wie eine Art Mauer, auf die der Wind trifft. Der Wind kann nicht durch die Bergwand der Küste hindurchwehen und wird küstenparallel abgelenkt. Hierdurch wird der Wind zusätzlich beschleunigt, dessen Geschwindigkeit nicht selten Orkanstärke erreicht. Da es zu einer Stauung kommt, wird dieses Phänomen auch als Stauwind bezeichnet.

## Charakter
Neben den orkanartigen Windböen bringen die warmen Luftmassen aus dem Tiefdruckgebiet im Winter Schneefälle und im Sommer starke Regenfälle mit sich. Ein Neqqajaaq kann selbst in Grönland im Winter sogar für Tau und Regenfälle sorgen.
Häufig schlägt ein feuchter Neqajaq in einen trockenen Piteraq, ein meist kalter katabatischer Fallwind, um.